# 芙蓉区
芙蓉区（ふよう-く）は中華人民共和国湖南省長沙市に位置する市轄区。

## 歴史
1949年10月1日、中華人民共和国建国と同時に芙蓉区が設置された。古代は芙蓉国が存在し、それに関連し毛沢東が発言した「芙蓉国里尽朝暉」という言葉に由来し区名が決定された。

## 行政区画
下部に13街道を管轄する。
- 街道:文芸路街道、朝陽街街道、韭菜園街道、五里牌街道、火星街道、馬王堆街道、東屯渡街道、湘湖街道、定王台街道、荷花園街道、東岸街道、馬坡嶺街道、東湖街道

## 交通

### 鉄道
- 京広線
  - 長沙駅
- 長沙地下鉄2号線
  - 五一広場駅 - 芙蓉広場駅 - 迎賓路口駅 - 袁家嶺駅 - 長沙火車駅 - 錦泰広場駅 - 万家麗広場駅 - 人民東路駅